# Carl Anton von Krafft

Carl Anton von Krafft, Privatbesitz

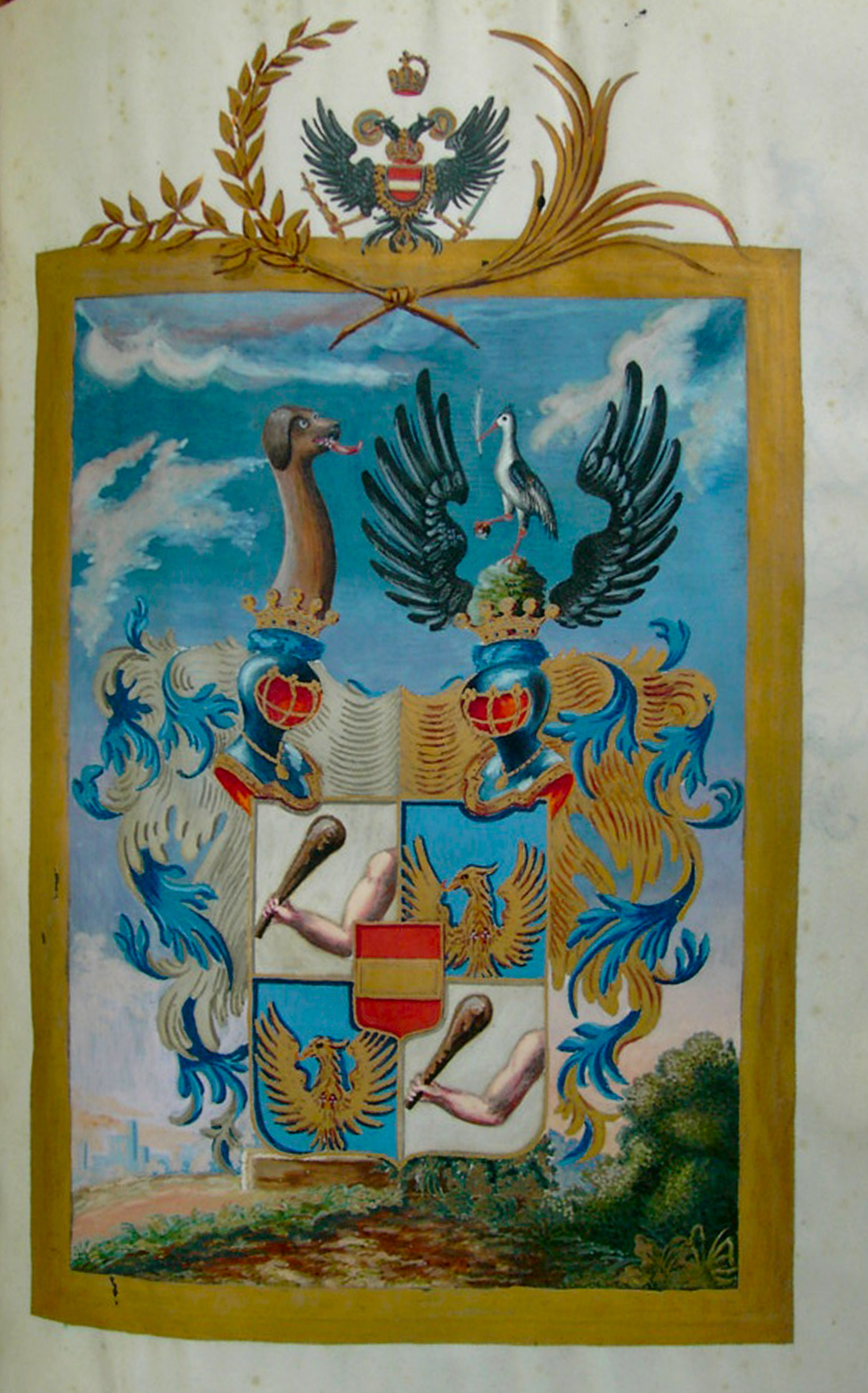
Wappenseite aus dem Reichsfreiherrenstandsdiplom für Carl Anton von Krafft, 1805

Carl Anton von Krafft (* 18. November 1743 in Ehingen an der Donau; † 19. März 1830 in Mainz; eigentlich Carl Anton Reichsfreiherr Krafft von Festenberg auf Frohnberg) war Oberamtmann und Landrichter der Grafschaft Nellenburg.

## Leben
Krafft schloss sein Studium an der Universität Freiburg im Breisgau 1763 mit dem Doktor iuris ab, 1767 wurde er Hochfürstlich-Augsburgischer Hofrat und Oberamtmann im Zisterzienserinnenkloster Heiligkreuztal. Für seine Verdienste für die „Vorderösterreichischen Lande“ erhob Kaiserin Maria Theresia ihn 1770 in den erbländischen Adelsstand.
Er war mit Antonia Philippina, geb. Freiin von Tautphoeus, der Tochter des fürstlichen Regierungsrates und Herrn von Schlachtegg, Freiherrn Gottfried Jacob von Tautphoeus (* 1714, † 1781), verehelicht. Seiner Ehe entstammten eine Tochter und zwei Söhne.
1781 kaufte Carl Anton Krafft von Festenberg auf Frohnberg, wie er nun mit vollem Namen hieß, das Erblehensgut Zizenhausen und das „Spohnsche Haus“ in Stockach und machte dieses zu seinem Wohnsitz. 1782 mit der Aufhebung mehrerer Klöster beauftragt, wurde er 1783 von Kaiser Joseph II. zum Landrichter der Landgrafschaft Nellenburg und Madach ernannt.
Während des zweiten Französischen Revolutionskrieges und nach der Schlacht bei Ostrach (1799) schlug Erzherzog Karl von Österreich im Hause des Carl Anton von Krafft in Stockach sein Hauptquartier auf. Als Mitglied der Reichsritterschaft des vorderösterreichischen Kantons Hegau und Herr der Grundherrschaft Zizenhausen erbaute er im Jahre 1785 das Schloss Zizenhausen. Nach der Verleihung einer hohen Auszeichnung, im Jahre 1800, im Namen des Kaisers für seine vorbildliche Organisation der Landesverteidigung, wurde er am 7. April 1805 von Kaiser Franz II. in den Reichsfreiherrenstand erhoben.
Mit dem Übergang der vorderösterreichischen Landgrafschaft Nellenburg an das Königreich Württemberg (im Jahre 1806 nach dem Frieden von Preßburg zwischen Frankreich und Österreich) zum „Königlich württembergischen geheimen Hofrath“ geworden, zog er nach seiner Versetzung in den Ruhestand zu seinem Sohn Josef Anton von Krafft (* 1782), k.k.Oberstleutnant,  nach Mainz, wo er am 19. März 1830 starb.